# Copa México Clausura 2017
La Copa Corona MX Clausura 2017 fue la edición 50 de la Copa México que cerró el ciclo correspondiente a la temporada 2016-17. El torneo comenzó el 17 de enero y concluyó el 19 de abril. Guadalajara se proclamó campeón de este torneo tras vencer en penales al Morelia.

## Sistema de competencia
La competencia de la Copa Corona MX es organizada por la Liga Bancomer MX y Ascenso Bancomer MX. Participarán en la Copa Corona MX C17 un total de 27 clubes: 15 clubes de la Liga Bancomer MX y 12 clubes del Ascenso Bancomer MX los cuales se eligieron de acuerdo a su clasificación en la temporada de la respectiva liga.
Por lo que hace a los 15 clubes de la Liga Bancomer MX, se descontarán a tres de los cuatro Clubes que competirán en la Concacaf Liga Campeones 2016-17 (Pumas UNAM, Tigres y Pachuca), debido a la eliminación en la fase de grupos del Club de Fútbol Monterrey.
En cuanto a los clubes de Ascenso Bancomer MX, participarán sólo 12 clubes de esta división, descontando a los clubes Murciélagos, Leones Negros, Lobos BUAP, Cafetaleros, Loros y Tampico Madero quienes ocuparon los últimos seis lugares en la tabla general de clasificación de la Apertura 2016.

### Fase de calificación
Se integra por 4 jornadas a jugar en 6 fechas , en las que los clubes jugaron solo con rivales de su grupo en series ida y vuelta. Los 27 clubes participantes se dividieron en 9 grupos de 3 equipos cada uno.
Los equipos de cada grupo jugarán 2 juegos ida y vuelta que se califican de la siguiente forma:
- Por juego ganado se obtendrán tres puntos
- Por juego empatado se obtendrá un punto
- Por juego perdido cero puntos

Si al finalizar las 4 jornadas, tres o más Clubes estuviesen empatados en puntos, su posición en la Tabla General de Clasificación será determinada atendiendo a los siguientes criterios de desempate:
1. Mejor diferencia entre los goles anotados y recibidos
2. Mayor número de goles anotados
3. Marcadores particulares entre los Clubes empatados
4. Mayor número de goles anotados como visitante
5. Mejor ubicado en la Tabla General de Cociente
6. Tabla Fair Play
7. Sorteo

Para determinar los lugares que ocuparán los Clubes que participen en la Fase Final de la Copa Corona MX C17, se tomará como base la Tabla General de Clasificación al término del Torneo.

### Fase final
Participarán por el título de campeón de la Copa Corona MX C17, los primeros lugares de los 9 grupos y los 7 mejores segundos.
En esta fase los equipos se enfrentarán a un solo partido resultando vencedor el que anote el mayor número de goles en el tiempo reglamentario de juego. En caso de empate en goles o que no se haya anotado ninguno, para decidir al ganador del encuentro se ejecutarán series de tiros penales.
El partido se llevará a cabo en el estadio del club que tenga mejor ubicación en la tabla general de clasificación del torneo de Copa.
La fase final se jugará de la siguiente forma:
- Octavos de Final
  - 1 vs 16 → CF1
  - 2 vs 15 → CF2
  - 3 vs 14 → CF3
  - 4 vs 13 → CF4
  - 5 vs 12 → CF5
  - 6 vs 11 → CF6
  - 7 vs 10 → CF7
  - 8 vs 9 → CF8
- Cuartos de Final
  - CF1 vs CF8 → SF1
  - CF2 vs CF7 → SF2
  - CF3 vs CF6 → SF3
  - CF4 vs CF5 → SF4
- Semifinales
  - SF1 vs SF4 → F1
  - SF2 vs SF3 → F2
- Final
  - F1 vs F2

## Equipos por Entidad Federativa
Para esta edición, las entidades federativas de la República Mexicana con más equipos en la Copa México son el Estado de México, Guanajuato, Jalisco y Ciudad de México; con dos equipos cada una.
| Atlas Guadalajara América Cruz Azul Dorados Santos Monterrey Morelia Tijuana Chiapas Atlante Juárez Celaya Puebla Toluca Potros UAEM Venados Oaxaca Zacatecas Tepic Correcaminos León Veracruz Cimarrones Zacatepec Querétaro Necaxa |

| Entidad Federativa | N.º | Equipos              |
| ------------------ | --- | -------------------- |
| Estado de México   | 2   | Toluca y Potros UAEM |
| Guanajuato         | 2   | Celaya y León        |
| Jalisco            | 2   | Atlas y Guadalajara  |
| Sinaloa            | 1   | Dorados              |
| Sonora             | 1   | Cimarrones           |
| Ciudad de México   | 2   | Cruz Azul y América  |
| Baja California    | 1   | Tijuana              |
| Nuevo León         | 1   | Monterrey            |
| Morelos\|          | 1   | Zacatepec            |
| Coahuila           | 1   | Santos Laguna        |
| Michoacán          | 1   | Morelia              |
| Puebla             | 1   | Puebla               |
| Querétaro          | 1   | Querétaro            |
| Veracruz           | 1   | Veracruz             |
| Chiapas            | 1   | Chiapas              |
| Nayarit            | 1   | Tepic                |
| Chihuahua          | 1   | Juárez               |
| Tamaulipas         | 1   | Correcaminos         |
| Oaxaca             | 1   | Oaxaca               |
| Yucatán            | 1   | Venados              |
| Quintana Roo       | 1   | Atlante              |
| Zacatecas          | 1   | Zacatecas            |
| Aguascalientes     | 1   | Necaxa               |

## Información de los equipos
| Equipo        | Entrenador              | Ciudad                         | Estadio                      | Capacidad | Fundación             | Patrocinador      | Kit          |
| ------------- | ----------------------- | ------------------------------ | ---------------------------- | --------- | --------------------- | ----------------- | ------------ |
| América       | Miguel Herrera          | Ciudad de México               | Azteca                       | 87 000    | 1916 (108 años)       | Huawei            | Nike         |
| Atlante       | Eduardo Fentanes        | Cancún, Quintana Roo           | Olímpico Andrés Quintana Roo | 20 000    | 1918 (106 años)       | Rivera Maya       | Kappa        |
| Atlas         | José Guadalupe Cruz     | Guadalajara, Jalisco           | Jalisco                      | 56 713    | 1916 (108 años)       | Wibe              | Puma         |
| Celaya        | Gustavo Díaz            | Celaya, Guanajuato             | Emilio Butragueño            | 26 500    | 1954 (71 años)        | Bachoco           | Keuka        |
| Chiapas       | Sergio Bueno            | Tuxtla Gutiérrez, Chiapas      | Víctor Manuel Reyna          | 23 508    | 2002 (23 años)        | Compartamos Banco | Charly       |
| Cimarrones    | Juan Carlos Chávez      | Hermosillo, Sonora             | Héroe de Nacozari            | 18 747    | 2013 (12 años) / 2015 | Súper Del Norte   | Lotto        |
| Correcaminos  | José Treviño            | Ciudad Victoria, Tamaulipas    | Marte R. Gómez               | 11 500    | 1980 (45 años)        | Aeromar           | Lotto        |
| Cruz Azul     | Paco Jémez              | Ciudad de México               | Azul                         | 36 681    | 1927 (98 años)        | Cemento Cruz Azul | Under Armour |
| Dorados       | Gabriel Caballero       | Culiacán, Sinaloa              | Banorte                      | 23 000    | 2003 (21 años)        | Coppel            | Charly       |
| Guadalajara   | Matías Almeyda          | Guadalajara, Jalisco           | Chivas                       | 49 850    | 1906 (119 años)       |                   | Puma         |
| Juárez        | Sergio Orduña           | Ciudad Juárez, Chihuahua       | Olímpico Benito Juárez       | 23 500    | 2015 (10 años)        | Del Rio           | Umbro        |
| León          | Javier Torrente         | León, Guanajuato               | León                         | 30 344    | 1943 (81 años)        | Telcel            | Pirma        |
| Monterrey     | Antonio Mohamed         | Guadalupe, Nuevo León          | BBVA Bancomer                | 53 500    | 1945 (80 años)        | BBVA Bancomer     | Puma         |
| Morelia       | Enrique Meza            | Morelia, Michoacán             | Morelos                      | 41 500    | 1950 (75 años)        | Caliente          | Pirma        |
| Necaxa        | Ignacio Ambriz          | Aguascalientes, Aguascalientes | Victoria                     | 25.994    | 1923 (101 años)       | Cavall Sport      | Charly       |
| Oaxaca        | Mario García            | Oaxaca, Oaxaca                 | Tecnológico de Oaxaca        | 15 200    | 2012 (12 años)        | Ópticas América   | Lotto        |
| Potros UAEM   | Omar Ramírez            | Toluca, Estado de México       | Alberto "Chivo" Córdoba      | 32 000    | 1970 (55 años) / 2016 | Megacable         | Lotto        |
| Puebla        | Ricardo Valiño          | Puebla, Puebla                 | Cuauhtémoc                   | 51 726    | 1944 (81 años)        | Caliente          | Charly       |
| Querétaro     | Jaime Lozano            | Querétaro, Querétaro           | Corregidora                  | 35 575    | 1950 (75 años)        | Banco Multiva     | Puma         |
| Santos Laguna | José Manuel de la Torre | Torreón, Coahuila              | Corona                       | 30 000    | 1983 (41 años)        | Soriana           | Puma         |
| Tepic         | Ramón Morales           | Tepic, Nayarit                 | Arena Cora                   | 12 945    | 1959 (66 años)        | Riviera Nayarit   | Bee Sport    |
| Tijuana       | Miguel Herrera          | Tijuana, Baja California       | Caliente                     | 27 333    | 2007 (18 años)        | Caliente          | Adidas       |
| Toluca        | Hernán Cristante        | Toluca, Estado de México       | Nemesio Díez                 | 19 000    | 1917 (108 años)       | Banamex           | Under Armour |
| Venados       | José Luis Sánchez Solá  | Mérida, Yucatán                | Carlos Iturralde Rivero      | 14 500    | 1988 (37 años)        | ADO               | Spiro        |
| Veracruz      | Carlos Reinoso          | Veracruz, Veracruz             | Luis "Pirata" Fuente         | 30 000    | 1943 (82 años)        | Electrolit        | Charly       |
| Zacatecas     | Ricardo Rayas           | Zacatecas, Zacatecas           | Francisco Villa              | 14 000    | 2014 (11 años)        | Telcel            | Pirma        |
| Zacatepec     | Carlos Gutiérrez        | Zacatepec, Morelos             | Agustín "Coruco" Díaz        | 24 443    | 1948 (77 años) / 2014 | Cemento Cruz Azul | Silver Sport |

### Estadios
|                                                                                                  |                                                                                 |                                                                                         |
|                                                                                                  |                                                                                 |                                                                                         |
| Estadio Azteca Ciudad: Ciudad de México Capacidad: 87 000 Club: América                          | Estadio Jalisco Ciudad: Guadalajara Capacidad: 54.963 Club: Atlas y U. de G.    | Estadio BBVA Bancomer Ciudad: Monterrey Capacidad:53.500 Club:Monterrey                 |
|                                                                                                  |                                                                                 |                                                                                         |
| Estadio Cuauhtémoc Ciudad: Puebla Capacidad: 51,726 Club: Puebla                                 | Estadio Chivas Ciudad: Guadalajara Capacidad: 49.850 Club: Guadalajara          | Estadio León Ciudad: León Capacidad: 31.297 Club: León                                  |
|                                                                                                  |                                                                                 |                                                                                         |
| Estadio Azul Ciudad: Ciudad de México Capacidad: 34.253 Club: Cruz Azul                          | Estadio Morelos Ciudad: Morelia Capacidad: 34.170 Club: Monarcas Morelia        | Estadio Corregidora Ciudad: Querétaro Capacidad: 34.107 Club: Querétaro                 |
|                                                                                                  |                                                                                 |                                                                                         |
| Estadio Universitario Alberto "Chivo" Córdoba Ciudad: Toluca Capacidad: 32.603 Club: Potros UAEM | Estadio TSM Corona Ciudad: Torreón Capacidad: 29.237 Club: Santos Laguna        | Estadio Luis "Pirata" Fuente Ciudad: Veracruz Capacidad:28.703 Club: Tiburones Rojos    |
|                                                                                                  |                                                                                 |                                                                                         |
| Estadio Caliente Ciudad: Tijuana Capacidad: 25.439 Club: Xolos de Tijuana                        | Estadio Agustín Coruco Díaz Ciudad: Zacatepec Capacidad: 24.313 Club: Zacatepec | Estadio Víctor Manuel Reyna Ciudad: Tuxtla Gutiérrez Capacidad: 24.290 Club: Chiapas    |
|                                                                                                  |                                                                                 |                                                                                         |
| Estadio Victoria Ciudad: Aguascalientes Capacidad:23.851 Club: Necaxa                            | Estadio Emilio Butragueño Ciudad: Celaya Capacidad: 23.182 Club: Celaya         | Estadio Olímpico Benito Juárez Ciudad: Ciudad Juárez Capacidad: 19.703 Club: FC Juárez  |
|                                                                                                  |                                                                                 |                                                                                         |
| Estadio Héroe de Nacozari Ciudad: Hermosillo Capacidad: 18.747 Club: Cimarrones de Sonora        | Estadio Nemesio Díez Ciudad: Toluca Capacidad: 18.651 Club: Toluca              | Estadio Banorte Ciudad: Culiacán Capacidad: 17.898 Club: Dorados de Sinaloa             |
|                                                                                                  |                                                                                 |                                                                                         |
| Estadio Olímpico Andrés Quintana Roo Ciudad: Cancún Capacidad: 17.289 Club: Atlante              | Estadio Carlos Iturralde Rivero Ciudad: Mérida Capacidad: 15.087 Club: Venados  | Estadio Tecnológico de Oaxaca Ciudad: Oaxaca Capacidad:14.598 Club: Alebrijes de Oaxaca |
|                                                                                                  |                                                                                 |                                                                                         |
| Estadio Francisco Villa Ciudad: Zacatecas Capacidad: 13.820 Club: Mineros de Zacatecas           | Arena Cora Ciudad: Tepic Capacidad: 12.271 Club: Coras de Tepic                 | Estadio Marte R. Gómez Ciudad: Ciudad Victoria Capacidad: 10.476 Club: Correcaminos UAT |

### Sorteo
El 15 de diciembre a las 15:00 h; se llevó a cabo en las Nuevas Instalaciones de la Federación Mexicana de Fútbol ubicadas en Toluca el sorteo de la Copa Corona MX.
El 14 de diciembre se anunciaron los 3 bombos y la forma en como se distribuyeron siendo el 1 cabeza de serie dándose a conocer oficialmente ese día.
- El bombo 1 están conformados por Monterrey (club eliminado del Torneo de Concacaf Liga Campeones), Querétaro como campeón defensor en este certamen, además los 3 clubes ubicados en la tabla del Torneo Apertura 2016 de la Liga Bancomer MX y que representarían a México en la Copa Libertadores 2017 y los 4 mejores ubicados en tabla de la temporada 2015-2016 del Ascenso Bancomer MX.

- El Bombo 2 están conformados por los lugares 7, 8, 10 y 12 de la Liga Bancomer MX y del 5-9 Ascenso Bancomer MX.

- El Bombo 3 se encuentran los clubes que ocuparon últimos lugares del Torneo en la Liga Bancomer MX Y las posiciones 10-12 en la Liga de Ascenso Bancomer MX.

| Cabezas de serie                                                                       | Bombo 2                                                           | Bombo 3                                                                         |
| -------------------------------------------------------------------------------------- | ----------------------------------------------------------------- | ------------------------------------------------------------------------------- |
| Monterrey Tijuana América Guadalajara Querétaro Celaya Zacatecas Zacatepec Potros UAEM | Necaxa León Toluca Puebla Dorados Atlante Cimarrones Oaxaca Tepic | Morelia Cruz Azul Atlas Santos Veracruz Chiapas Juárez Correcaminos UAT Venados |

## Fase de grupos

### Grupo 1
| Pos. | Equipo           | Pts. | PJ | G | E | P | GF | GC | Dif. | Clasificación             |
| ---- | ---------------- | ---- | -- | - | - | - | -- | -- | ---- | ------------------------- |
| 1    | Tijuana          | 9    | 4  | 3 | 0 | 1 | 5  | 3  | +2   | Acceso a octavos de final |
| 2    | Correcaminos UAT | 6    | 4  | 2 | 0 | 2 | 5  | 5  | 0    | Acceso a octavos de final |
| 3    | Cimarrones       | 3    | 4  | 1 | 0 | 3 | 4  | 6  | −2   |                           |

 Fuente: [cita requerida]
| Cimarrones       | 1 - 0 | Tijuana          | Héroe de Nacozari | 17 de enero   | 21:00 |  |
| Correcaminos UAT | 3 - 2 | Cimarrones       | Marte R. Gómez    | 24 de enero   | 21:00 |  |
| Tijuana          | 2 - 1 | Correcaminos UAT | Caliente          | 31 de enero   | 21:00 |  |
| Cimarrones       | 0 - 1 | Correcaminos UAT | Héroe de Nacozari | 14 de febrero | 21:00 |  |
| Correcaminos UAT | 0 - 1 | Tijuana          | Marte R. Gómez    | 21 de febrero | 21:00 |  |
| Tijuana          | 2 - 1 | Cimarrones       | Caliente          | 28 de febrero | 21:00 |  |

### Grupo 2
| Pos. | Equipo    | Pts. | PJ | G | E | P | GF | GC | Dif. | Clasificación             |
| ---- | --------- | ---- | -- | - | - | - | -- | -- | ---- | ------------------------- |
| 1    | Querétaro | 9    | 4  | 3 | 0 | 1 | 7  | 5  | +2   | Acceso a octavos de final |
| 2    | Cruz Azul | 5    | 4  | 1 | 2 | 1 | 6  | 4  | +2   | Acceso a octavos de final |
| 3    | Alebrijes | 2    | 4  | 0 | 2 | 2 | 1  | 5  | −4   |                           |

 Fuente: [cita requerida]
| Querétaro | 3 - 2 | Cruz Azul | Corregidora | 18 de enero   | 19:00 |  |
| Cruz Azul | 1 - 1 | Oaxaca    | Azul        | 24 de enero   | 21:00 |  |
| Oaxaca    | 0 - 1 | Querétaro | Tecnológico | 31 de enero   | 21:00 |  |
| Oaxaca    | 0 - 0 | Cruz Azul | Tecnológico | 15 de febrero | 20:30 |  |
| Cruz Azul | 3 - 0 | Querétaro | Azul        | 21 de febrero | 20:30 |  |
| Querétaro | 3 - 0 | Oaxaca    | Corregidora | 28 de febrero | 19:00 |  |

### Grupo 3
| Pos. | Equipo  | Pts. | PJ | G | E | P | GF | GC | Dif. | Clasificación             |
| ---- | ------- | ---- | -- | - | - | - | -- | -- | ---- | ------------------------- |
| 1    | Santos  | 6    | 4  | 2 | 0 | 2 | 10 | 6  | +4   | Acceso a octavos de final |
| 2    | América | 6    | 4  | 2 | 0 | 2 | 7  | 7  | 0    | Acceso a octavos de final |
| 3    | Coras   | 6    | 4  | 2 | 0 | 2 | 5  | 9  | −4   |                           |

 Fuente: [cita requerida]
| América | 3 - 2 | Santos  | Azteca     | 18 de enero   | 20:30 |  |
| Santos  | 1 - 2 | Tepic   | TSM Corona | 24 de enero   | 19:00 |  |
| Tepic   | 3 - 2 | América | Arena Cora | 1 de febrero  | 20:30 |  |
| América | 1 - 0 | Tepic   | Azteca     | 14 de febrero | 21:00 |  |
| Tepic   | 0 - 5 | Santos  | Arena Cora | 22 de febrero | 20:30 |  |
| Santos  | 2 - 1 | América | TSM Corona | 1 de marzo    | 20:30 |  |

### Grupo 4
| Pos. | Equipo               | Pts. | PJ | G | E | P | GF | GC | Dif. | Clasificación             |
| ---- | -------------------- | ---- | -- | - | - | - | -- | -- | ---- | ------------------------- |
| 1    | Puebla               | 7    | 4  | 2 | 1 | 1 | 4  | 3  | +1   | Acceso a octavos de final |
| 2    | Mineros de Zacatecas | 5    | 4  | 1 | 2 | 1 | 5  | 3  | +2   | Acceso a octavos de final |
| 3    | Atlas                | 4    | 4  | 1 | 1 | 2 | 3  | 6  | −3   |                           |

 Fuente: [cita requerida]
| Zacatecas | 1 - 1 | Puebla    | Francisco Villa | 17 de enero   | 19:00 |  |
| Puebla    | 1 - 0 | Atlas     | Cuauhtémoc      | 25 de enero   | 21:00 |  |
| Atlas     | 1 - 1 | Zacatecas | Jalisco         | 31 de enero   | 19:00 |  |
| Puebla    | 1 - 0 | Zacatecas | Cuauhtémoc      | 14 de febrero | 19:00 |  |
| Atlas     | 2 - 1 | Puebla    | Jalisco         | 22 de febrero | 19:00 |  |
| Zacatecas | 3 - 0 | Atlas     | Francisco Villa | 1 de marzo    | 21:00 |  |

### Grupo 5
| Pos. | Equipo      | Pts. | PJ | G | E | P | GF | GC | Dif. | Clasificación             |
| ---- | ----------- | ---- | -- | - | - | - | -- | -- | ---- | ------------------------- |
| 1    | Necaxa      | 7    | 4  | 2 | 1 | 1 | 9  | 5  | +4   | Acceso a octavos de final |
| 2    | Chiapas     | 7    | 4  | 2 | 1 | 1 | 6  | 5  | +1   | Acceso a octavos de final |
| 3    | Potros UAEM | 3    | 4  | 1 | 0 | 3 | 5  | 10 | −5   |                           |

 Fuente: [cita requerida]
| UAEM    | 1 - 0 | Chiapas | Alberto "Chivo" Córdoba | 17 de enero   | 21:00 | AYM Sports |
| Chiapas | 1 - 1 | Necaxa  | Víctor Manuel Reyna     | 25 de enero   | 19:00 | AYM Sports |
| Necaxa  | 5 - 1 | UAEM    | Victoria                | 1 de febrero  | 21:00 | AYM Sports |
| Necaxa  | 1 - 2 | Chiapas | Victoria                | 15 de febrero | 19:00 | AYM Sports |
| UAEM    | 1 - 2 | Necaxa  | Alberto "Chivo" Córdoba | 21 de febrero | 19:00 | AYM Sports |
| Chiapas | 3 - 2 | UAEM    | Víctor Manuel Reyna     | 28 de febrero | 19:00 | AYM Sports |

### Grupo 6
| Pos. | Equipo      | Pts. | PJ | G | E | P | GF | GC | Dif. | Clasificación             |
| ---- | ----------- | ---- | -- | - | - | - | -- | -- | ---- | ------------------------- |
| 1    | Guadalajara | 10   | 4  | 3 | 1 | 0 | 6  | 2  | +4   | Acceso a octavos de final |
| 2    | Atlante     | 5    | 4  | 1 | 2 | 1 | 5  | 5  | 0    |                           |
| 3    | Venados     | 1    | 4  | 0 | 1 | 3 | 1  | 5  | −4   |                           |

 Fuente: [cita requerida]
| Atlante     | 2 - 0 | Venados     | Andrés Quintana Roo     | 18 de enero   | 19:00 |  |
| Guadalajara | 1 - 1 | Atlante     | Chivas                  | 24 de enero   | 21:00 |  |
| Venados     | 0 - 1 | Guadalajara | Carlos Iturralde Rivero | 1 de febrero  | 19:00 |  |
| Guadalajara | 1 - 0 | Venados     | Chivas                  | 15 de febrero | 21:00 |  |
| Atlante     | 1 - 3 | Guadalajara | Andrés Quintana Roo     | 21 de febrero | 19:00 |  |
| Venados     | 1 - 1 | Atlante     | Carlos Iturralde Rivero | 28 de febrero | 19:00 |  |

### Grupo 7
| Pos. | Equipo    | Pts. | PJ | G | E | P | GF | GC | Dif. | Clasificación             |
| ---- | --------- | ---- | -- | - | - | - | -- | -- | ---- | ------------------------- |
| 1    | Monterrey | 12   | 4  | 4 | 0 | 0 | 13 | 1  | +12  | Acceso a octavos de final |
| 2    | Juárez    | 6    | 4  | 2 | 0 | 2 | 5  | 5  | 0    | Acceso a octavos de final |
| 3    | Dorados   | 0    | 4  | 0 | 0 | 4 | 2  | 14 | −12  |                           |

 Fuente: [cita requerida]
| Dorados   | 1 - 2 | Juárez    | Banorte                | 18 de enero   | 21:00 |  |
| Juárez    | 0 - 1 | Monterrey | Olímpico Benito Juárez | 25 de enero   | 20:30 |  |
| Monterrey | 5 - 0 | Dorados   | BBVA Bancomer          | 1 de febrero  | 19:00 |  |
| Juárez    | 2 - 1 | Dorados   | Olímpico Benito Juárez | 15 de febrero | 21:00 |  |
| Dorados   | 0 - 5 | Monterrey | Banorte                | 21 de febrero | 21:00 |  |
| Monterrey | 2 - 1 | Juárez    | BBVA Bancomer          | 28 de febrero | 21:00 |  |

### Grupo 8
| Pos. | Equipo   | Pts. | PJ | G | E | P | GF | GC | Dif. | Clasificación             |
| ---- | -------- | ---- | -- | - | - | - | -- | -- | ---- | ------------------------- |
| 1    | Toluca   | 10   | 4  | 3 | 1 | 0 | 7  | 2  | +5   | Acceso a octavos de final |
| 2    | Veracruz | 3    | 4  | 0 | 3 | 1 | 3  | 4  | −1   |                           |
| 3    | Celaya   | 2    | 4  | 0 | 2 | 2 | 3  | 7  | −4   |                           |

 Fuente: [cita requerida]
| Celaya   | 0 - 2 | Toluca   | Emilio Butragueño    | 17 de enero   | 19:00 |  |
| Veracruz | 1 - 1 | Celaya   | Luis "Pirata" Fuente | 24 de enero   | 19:00 |  |
| Veracruz | 0 - 1 | Toluca   | Luis "Pirata" Fuente | 31 de enero   | 19:00 |  |
| Toluca   | 1 - 1 | Veracruz | Nemesio Diez         | 14 de febrero | 19:00 |  |
| Celaya   | 1 - 1 | Veracruz | Emilio Butragueño    | 21 de febrero | 19:00 |  |
| Toluca   | 3 - 1 | Celaya   | Nemesio Diez         | 1 de marzo    | 19:00 |  |

### Grupo 9
| Pos. | Equipo    | Pts. | PJ | G | E | P | GF | GC | Dif. | Clasificación             |
| ---- | --------- | ---- | -- | - | - | - | -- | -- | ---- | ------------------------- |
| 1    | León      | 12   | 4  | 4 | 0 | 0 | 13 | 3  | +10  | Acceso a octavos de final |
| 2    | Morelia   | 6    | 4  | 2 | 0 | 2 | 6  | 7  | −1   | Acceso a octavos de final |
| 3    | Zacatepec | 0    | 4  | 0 | 0 | 4 | 2  | 11 | −9   |                           |

 Fuente: [cita requerida]
| León      | 3 - 0 | Morelia   | León                | 18 de enero   | 21:00 |  |
| Zacatepec | 1 - 3 | León      | Agustín Coruco Díaz | 25 de enero   | 19:00 |  |
| Morelia   | 1 - 0 | Zacatepec | Morelos             | 31 de enero   | 21:05 |  |
| León      | 4 - 0 | Zacatepec | León                | 14 de febrero | 21:05 |  |
| Zacatepec | 1 - 3 | Morelia   | Agustín Coruco Díaz | 22 de febrero | 19:00 |  |
| Morelia   | 2 - 3 | León      | Morelos             | 28 de febrero | 19:00 |  |

### Mejores segundos
| Pos. | Equipo               | Pts. | PJ | G | E | P | GF | GC | Dif. | Clasificación             |
| ---- | -------------------- | ---- | -- | - | - | - | -- | -- | ---- | ------------------------- |
| 1    | Chiapas              | 7    | 4  | 2 | 1 | 1 | 6  | 5  | +1   | Acceso a octavos de final |
| 2    | América              | 6    | 4  | 2 | 0 | 2 | 7  | 7  | 0    | Acceso a octavos de final |
| 3    | Juárez               | 6    | 4  | 2 | 0 | 2 | 5  | 5  | 0    | Acceso a octavos de final |
| 4    | Correcaminos UAT     | 6    | 4  | 2 | 0 | 2 | 5  | 5  | 0    | Acceso a octavos de final |
| 5    | Morelia              | 6    | 4  | 2 | 0 | 2 | 6  | 7  | −1   | Acceso a octavos de final |
| 6    | Cruz Azul            | 5    | 4  | 1 | 2 | 1 | 6  | 4  | +2   | Acceso a octavos de final |
| 7    | Mineros de Zacatecas | 5    | 4  | 1 | 2 | 1 | 5  | 3  | +2   | Acceso a octavos de final |
| 8    | Atlante              | 5    | 4  | 1 | 2 | 1 | 5  | 5  | 0    |                           |
| 9    | Veracruz             | 3    | 4  | 0 | 3 | 1 | 3  | 4  | −1   |                           |

 Fuente: [cita requerida]
Notas:
1. 1 2  Juárez se pone por delante de Correcaminos UAT por haber anotado más goles de visitante.

## Tabla de clasificados
| Pos. | Equipo               | Pts. | PJ | G | E | P | GF | GC | Dif. |
| ---- | -------------------- | ---- | -- | - | - | - | -- | -- | ---- |
| 1    | Monterrey            | 12   | 4  | 4 | 0 | 0 | 13 | 1  | +12  |
| 2    | León                 | 12   | 4  | 4 | 0 | 0 | 13 | 3  | +10  |
| 3    | Toluca               | 10   | 4  | 3 | 1 | 0 | 7  | 2  | +5   |
| 4    | Guadalajara          | 10   | 4  | 3 | 1 | 0 | 6  | 2  | +4   |
| 5    | Querétaro            | 9    | 4  | 3 | 0 | 1 | 7  | 5  | +2   |
| 6    | Tijuana              | 9    | 4  | 3 | 0 | 1 | 5  | 3  | +2   |
| 7    | Necaxa               | 7    | 4  | 2 | 1 | 1 | 9  | 5  | +4   |
| 8    | Chiapas              | 7    | 4  | 2 | 1 | 1 | 6  | 5  | +1   |
|      |                      |      |    |   |   |   |    |    |      |
| 9    | Puebla               | 7    | 4  | 2 | 1 | 1 | 4  | 3  | +1   |
| 10   | Santos               | 6    | 4  | 2 | 0 | 2 | 10 | 6  | +4   |
| 11   | América              | 6    | 4  | 2 | 0 | 2 | 7  | 7  | 0    |
| 12   | Juárez               | 6    | 4  | 2 | 0 | 2 | 5  | 5  | 0    |
| 13   | Correcaminos UAT     | 6    | 4  | 2 | 0 | 2 | 5  | 5  | 0    |
| 14   | Morelia              | 6    | 4  | 2 | 0 | 2 | 6  | 7  | −1   |
| 15   | Cruz Azul            | 5    | 4  | 1 | 2 | 1 | 6  | 4  | +2   |
| 16   | Mineros de Zacatecas | 5    | 4  | 1 | 2 | 1 | 5  | 3  | +2   |

 Fuente: [cita requerida]
Notas:
1. 1 2  Juárez se pone por delante de Correcaminos UAT por haber anotado más goles de visitante.

## Fase final
|  | Octavos de final       | Octavos de final       | Octavos de final       |             |       | Cuartos de final         | Cuartos de final         | Cuartos de final         |  |    | Semifinales            | Semifinales            | Semifinales            |  |   | Final               | Final               | Final               |  |
|  | 7 y 8 de marzo de 2017 | 7 y 8 de marzo de 2017 | 7 y 8 de marzo de 2017 |             |       | 14 y 15 de marzo de 2017 | 14 y 15 de marzo de 2017 | 14 y 15 de marzo de 2017 |  |    | 4 y 5 de abril de 2017 | 4 y 5 de abril de 2017 | 4 y 5 de abril de 2017 |  |   | 19 de abril de 2017 | 19 de abril de 2017 | 19 de abril de 2017 |  |
|  |                        |                        |                        |             |       |                          |                          |                          |  |    |                        |                        |                        |  |   |                     |                     |                     |  |
|  |                        |                        |                        |             |       |                          |                          |                          |  |    |                        |                        |                        |  |   |                     |                     |                     |  |
|  | 1                      | Monterrey              | 4                      |             |       |                          |                          |                          |  |    |                        |                        |                        |  |   |                     |                     |                     |  |
|  | 1                      | Monterrey              | 4                      |             |       |                          |                          |                          |  |    |                        |                        |                        |  |   |                     |                     |                     |  |
|  | 16                     | Mineros de Zacatecas   | 0                      |             |       |                          |                          |                          |  |    |                        |                        |                        |  |   |                     |                     |                     |  |
|  | 16                     | Mineros de Zacatecas   | 0                      |             | 1     | Monterrey                | 3                        |                          |  |    |                        |                        |                        |  |   |                     |                     |                     |  |
|  |                        |                        |                        |             | 1     | Monterrey                | 3                        |                          |  |    |                        |                        |                        |  |   |                     |                     |                     |  |
|  |                        |                        | 9                      | Puebla      | 2     |                          |                          |                          |  |    |                        |                        |                        |  |   |                     |                     |                     |  |
|  | 8                      | Chiapas                | 9                      | Puebla      | 2     | 2                        |                          |                          |  |    |                        |                        |                        |  |   |                     |                     |                     |  |
|  | 8                      | Chiapas                |                        |             |       |                          |                          |                          |  |    |                        |                        |                        |  |   |                     |                     |                     |  |
|  | 9                      | Puebla                 | 3                      |             |       |                          |                          |                          |  |    |                        |                        |                        |  |   |                     |                     |                     |  |
|  | 9                      | Puebla                 | 3                      |             |       |                          |                          |                          |  | 1  | Monterrey              | 1                      |                        |  |   |                     |                     |                     |  |
|  |                        |                        |                        |             |       |                          |                          |                          |  | 1  | Monterrey              | 1                      |                        |  |   |                     |                     |                     |  |
|  |                        |                        | 4                      | Guadalajara | 2     |                          |                          |                          |  |    |                        |                        |                        |  |   |                     |                     |                     |  |
|  | 4                      | Guadalajara (p.)       | 4                      | Guadalajara | 2     | 2 (6)                    |                          |                          |  |    |                        |                        |                        |  |   |                     |                     |                     |  |
|  | 4                      | Guadalajara (p.)       |                        |             |       |                          |                          |                          |  |    |                        |                        |                        |  |   |                     |                     |                     |  |
|  | 13                     | Correcaminos UAT       | 2 (5)                  |             |       |                          |                          |                          |  |    |                        |                        |                        |  |   |                     |                     |                     |  |
|  | 13                     | Correcaminos UAT       | 2 (5)                  |             | 4     | Guadalajara              | 3                        |                          |  |    |                        |                        |                        |  |   |                     |                     |                     |  |
|  |                        |                        |                        |             | 4     | Guadalajara              | 3                        |                          |  |    |                        |                        |                        |  |   |                     |                     |                     |  |
|  |                        |                        | 12                     | Juárez      | 2     |                          |                          |                          |  |    |                        |                        |                        |  |   |                     |                     |                     |  |
|  | 5                      | Querétaro              | 12                     | Juárez      | 2     | 1 (1)                    |                          |                          |  |    |                        |                        |                        |  |   |                     |                     |                     |  |
|  | 5                      | Querétaro              |                        |             |       |                          |                          |                          |  |    |                        |                        |                        |  |   |                     |                     |                     |  |
|  | 12                     | Juárez (p.)            | 1 (4)                  |             |       |                          |                          |                          |  |    |                        |                        |                        |  |   |                     |                     |                     |  |
|  | 12                     | Juárez (p.)            | 1 (4)                  |             |       |                          |                          |                          |  |    |                        |                        |                        |  | 4 | Guadalajara (p.)    | 0 (3)               |                     |  |
|  |                        |                        |                        |             |       |                          |                          |                          |  |    |                        |                        |                        |  | 4 | Guadalajara (p.)    | 0 (3)               |                     |  |
|  |                        |                        | 14                     | Morelia     | 0 (1) |                          |                          |                          |  |    |                        |                        |                        |  |   |                     |                     |                     |  |
|  | 6                      | Tijuana                | 14                     | Morelia     | 0 (1) | 1                        |                          |                          |  |    |                        |                        |                        |  |   |                     |                     |                     |  |
|  | 6                      | Tijuana                |                        |             |       |                          |                          |                          |  |    |                        |                        |                        |  |   |                     |                     |                     |  |
|  | 11                     | América                | 0                      |             |       |                          |                          |                          |  |    |                        |                        |                        |  |   |                     |                     |                     |  |
|  | 11                     | América                | 0                      |             | 6     | Tijuana                  | 0                        |                          |  |    |                        |                        |                        |  |   |                     |                     |                     |  |
|  |                        |                        |                        |             | 6     | Tijuana                  | 0                        |                          |  |    |                        |                        |                        |  |   |                     |                     |                     |  |
|  |                        |                        | 14                     | Morelia     | 2     |                          |                          |                          |  |    |                        |                        |                        |  |   |                     |                     |                     |  |
|  | 3                      | Toluca                 | 14                     | Morelia     | 2     | 2 (0)                    |                          |                          |  |    |                        |                        |                        |  |   |                     |                     |                     |  |
|  | 3                      | Toluca                 |                        |             |       |                          |                          |                          |  |    |                        |                        |                        |  |   |                     |                     |                     |  |
|  | 14                     | Morelia (p.)           | 2 (3)                  |             |       |                          |                          |                          |  |    |                        |                        |                        |  |   |                     |                     |                     |  |
|  | 14                     | Morelia (p.)           | 2 (3)                  |             |       |                          |                          |                          |  | 14 | Morelia                | 1                      |                        |  |   |                     |                     |                     |  |
|  |                        |                        |                        |             |       |                          |                          |                          |  | 14 | Morelia                | 1                      |                        |  |   |                     |                     |                     |  |
|  |                        |                        | 15                     | Cruz Azul   | 0     |                          |                          |                          |  |    |                        |                        |                        |  |   |                     |                     |                     |  |
|  | 7                      | Necaxa                 | 15                     | Cruz Azul   | 0     | 1                        |                          |                          |  |    |                        |                        |                        |  |   |                     |                     |                     |  |
|  | 7                      | Necaxa                 |                        |             |       |                          |                          |                          |  |    |                        |                        |                        |  |   |                     |                     |                     |  |
|  | 10                     | Santos                 | 3                      |             |       |                          |                          |                          |  |    |                        |                        |                        |  |   |                     |                     |                     |  |
|  | 10                     | Santos                 | 3                      |             | 10    | Santos                   | 1                        |                          |  |    |                        |                        |                        |  |   |                     |                     |                     |  |
|  |                        |                        |                        |             | 10    | Santos                   | 1                        |                          |  |    |                        |                        |                        |  |   |                     |                     |                     |  |
|  |                        |                        | 15                     | Cruz Azul   | 3     |                          |                          |                          |  |    |                        |                        |                        |  |   |                     |                     |                     |  |
|  | 2                      | León                   | 15                     | Cruz Azul   | 3     | 0                        |                          |                          |  |    |                        |                        |                        |  |   |                     |                     |                     |  |
|  | 2                      | León                   |                        |             |       |                          |                          |                          |  |    |                        |                        |                        |  |   |                     |                     |                     |  |
|  | 15                     | Cruz Azul              | 1                      |             |       |                          |                          |                          |  |    |                        |                        |                        |  |   |                     |                     |                     |  |
|  | 15                     | Cruz Azul              | 1                      |             |       |                          |                          |                          |  |    |                        |                        |                        |  |   |                     |                     |                     |  |
|  |                        |                        |                        |             |       |                          |                          |                          |  |    |                        |                        |                        |  |   |                     |                     |                     |  |

- Guadalajara (campeón de este torneo) se enfrentará al Querétaro (campeón de la Copa Corona MX Apertura 2016) en la Supercopa MX 2016-17.

### Octavos de final

#### Monterrey - Zacatecas
| 7 de marzo de 2017, 21:00 (UTC-6) | Monterrey                                    | 4:0 (1:0) | Zacatecas | Estadio BBVA Bancomer, Guadalupe                               |                                                                |
|                                   | Sánchez 10' · Chará 73' · Funes Mori 78' 90' | Reporte   |           | Asistencia: 36 638 espectadores Árbitro(s): Jonathan Hernández | Asistencia: 36 638 espectadores Árbitro(s): Jonathan Hernández |

#### León - Cruz Azul
| 8 de marzo de 2017, 19:00 (UTC-6) | León | 0:1 (0:1) | Cruz Azul | Estadio León, León                                        |                                                           |
|                                   |      | Reporte   | Mena 14'  | Asistencia: 21 822 espectadores Árbitro(s): Diego Montaño | Asistencia: 21 822 espectadores Árbitro(s): Diego Montaño |

#### Toluca - Morelia
| 8 de marzo de 2017, 19:00 (UTC-6) | Toluca                             | 2:2 (2:1) (0:3 p.)         | Morelia                  | Estadio Nemesio Díez, Toluca                                    |                                                                 |
|                                   | Triverio 18' (pen.) · Esquivel 31' | Reporte                    | Osuna 41' · Penilla 66'  | Asistencia: 15 220 espectadores Árbitro(s): Miguel Ángel Flores | Asistencia: 15 220 espectadores Árbitro(s): Miguel Ángel Flores |
|                                   |                                    | Tiros desde el punto penal |                          |                                                                 |                                                                 |
|                                   | Barrientos · Velarde · Gómez       |                            | Osuna · Zárate · Cabrera |                                                                 |                                                                 |

#### Guadalajara - Correcaminos
| 7 de marzo de 2017, 21:00 (UTC-6) | Guadalajara                                                    | 2:2 (1:0) (6:5 p.)         | Correcaminos UAT                                              | Estadio Chivas, Zapopan                                  |                                                          |
|                                   | Valdéz 44' (a.g.) · López 62'                                  | Reporte                    | Saucedo 66' · Guzmán 90+2'                                    | Asistencia: 14 457 espectadores Árbitro(s): Roberto Ríos | Asistencia: 14 457 espectadores Árbitro(s): Roberto Ríos |
|                                   |                                                                | Tiros desde el punto penal |                                                               |                                                          |                                                          |
|                                   | Alanís · Fierro · Zaldívar · Pérez · Calderón · López · Pulido |                            | Atilano · Chávez · Acosta · Rosas · Guzmán · Saucedo · Rincón |                                                          |                                                          |

#### Querétaro - Juárez
| 7 de marzo de 2017, 19:00 (UTC-6) | Querétaro                     | 1:1 (1:0) (1:4 p.)         | Juárez                                | Estadio Corregidora, Querétaro                              |                                                             |
|                                   | Sanvezzo 34'                  | Reporte                    | Ortiz 90+3'                           | Asistencia: 14 475 espectadores Árbitro(s): Adonai Escobedo | Asistencia: 14 475 espectadores Árbitro(s): Adonai Escobedo |
|                                   |                               | Tiros desde el punto penal |                                       |                                                             |                                                             |
|                                   | Sanvezzo · Gutiérez · Benítez |                            | Enríquez · Gómez · Borelli · da Silva |                                                             |                                                             |

#### Tijuana - América
| 8 de marzo de 2017, 21:00 (UTC-8) | Tijuana     | 1:0 (1:0) | América | Estadio Caliente, Tijuana                                      |                                                                |
|                                   | Arriola 29' | Reporte   |         | Asistencia: 27 333 espectadores Árbitro(s): Fernando Hernández | Asistencia: 27 333 espectadores Árbitro(s): Fernando Hernández |

#### Necaxa - Santos
| 8 de marzo de 2017, 21:00 (UTC-6) AYM Sports | Necaxa              | 1:3 (1:1) | Santos Laguna                              | Estadio Victoria, Aguascalientes                           |                                                            |
|                                              | Barreiro 29' (pen.) | Reporte   | de Buen 27' · J. Rodríguez 73' · Furch 82' | Asistencia: 13 924 espectadores Árbitro(s): Eduardo Galván | Asistencia: 13 924 espectadores Árbitro(s): Eduardo Galván |
| Santos avanza a Cuartos de final.            |                     |           |                                            |                                                            |                                                            |

#### Chiapas - Puebla
| 7 de marzo de 2017, 19:00 (UTC-6) AYM Sports | Chiapas                | 2:3 (0:2) | Puebla                         | Estadio Víctor Manuel Reyna, Tuxtla Gutiérrez                   |                                                                 |
|                                              | Miño 62' · Micolta 85' | Reporte   | Navarro 37' 64' · Orrantia 40' | Asistencia: 3 125 espectadores Árbitro(s): León Vicente Barajas | Asistencia: 3 125 espectadores Árbitro(s): León Vicente Barajas |

### Cuartos de final

#### Monterrey - Puebla
| 15 de marzo de 2017, 20:30 (UTC-6) | Monterrey                                      | 3:2 (2:1) | Puebla                    | Estadio BBVA Bancomer, Guadalupe                                  |                                                                   |
|                                    | Funes Mori 6' · Cardona 16' (pen.) · Chará 60' | Reporte   | González 4' · Schmidt 68' | Asistencia: 41 857 espectadores Árbitro(s): José Alfredo Peñaloza | Asistencia: 41 857 espectadores Árbitro(s): José Alfredo Peñaloza |

#### Guadalajara - Juárez
| 15 de marzo de 2017, 21:00 (UTC-6) | Guadalajara                                     | 3:2 (0:1) | Juárez         | Estadio Chivas, Zapopan                                               |                                                                       |
|                                    | Pizarro 57' · Zaldívar 70' (pen.) · López 90+2' | Reporte   | Xavier 31' 50' | Asistencia: 21 785 espectadores Árbitro(s): Jorge Antonio Pérez Durán | Asistencia: 21 785 espectadores Árbitro(s): Jorge Antonio Pérez Durán |

#### Tijuana - Morelia
| 14 de marzo de 2017, 21:00 (UTC-7) | Tijuana | 0:2 (0:0) | Morelia                    | Estadio Caliente, Tijuana                                  |                                                            |
|                                    |         | Reporte   | Sansores 68' · Penilla 72' | Asistencia: 19 333 espectadores Árbitro(s): Eduardo Galván | Asistencia: 19 333 espectadores Árbitro(s): Eduardo Galván |

#### Santos - Cruz Azul
| 14 de marzo de 2017, 19:00 (UTC-6) | Santos Laguna | 1:3 (1:3) | Cruz Azul               | Estadio TSM Corona, Torreón                                 |                                                             |
|                                    | Tavares 11'   | Reporte   | Cauteruccio 11' 22' 34' | Asistencia: 20 701 espectadores Árbitro(s): Adonai Escobedo | Asistencia: 20 701 espectadores Árbitro(s): Adonai Escobedo |

### Semifinales

#### Monterrey - Guadalajara
| 5 de abril del 2017, 20:30 (UTC-6) | Monterrey      | 1:2 (1:0) | Guadalajara                      | Estadio BBVA Bancomer, Guadalupe                                |                                                                 |
|                                    | Funes Mori 21' | Reporte   | Pulido 60' · Zaldívar 80' (pen.) | Asistencia: 50 736 espectadores Árbitro(s): Roberto Ríos Jácome | Asistencia: 50 736 espectadores Árbitro(s): Roberto Ríos Jácome |

#### Morelia - Cruz Azul
| 4 de abril del 2017, 19:00 (UTC-6) | Morelia     | 1:0 (0:0) | Cruz Azul | Estadio Morelos, Morelia                                  |                                                           |
|                                    | Vilchis 85' | Reporte   |           | Asistencia: 25 892 espectadores Árbitro(s): Diego Montaño | Asistencia: 25 892 espectadores Árbitro(s): Diego Montaño |

### Final

#### Guadalajara - Morelia
| 19 de abril del 2017 21:06 (UTC-6) | Guadalajara                       | 0:0 (3:1 p.)               | Morelia                        | Estadio Chivas, Zapopan                                              |                                                                      |  |
|                                    |                                   | Reporte                    |                                | Asistencia: 42 329 espectadores Árbitro(s): Fernando Hernández Gómez | Asistencia: 42 329 espectadores Árbitro(s): Fernando Hernández Gómez |  |
|                                    |                                   | Tiros desde el punto penal |                                |                                                                      |                                                                      |  |
|                                    | Salcido · Marín · Pulido · Pineda |                            | Osuna · Zárate · Cabrera · Rey |                                                                      |                                                                      |  |
|                                    |                                   |                            |                                |                                                                      |                                                                      |  |

| 34    | POR   | Miguel Jiménez  |     |
| 16    | DEF   | Miguel Ponce    |     |
| 5     | DEF   | Hedgardo Marín  |     |
| 3     | DEF   | Carlos Salcido  |     |
| 17    | DEF   | Jesús Sánchez   |     |
| 7     | MED   | Orbelín Pineda  |     |
| 25    | MED   | Michael Pérez   |     |
| 21    | MED   | Carlos Fierro   |     |
| 18    | MED   | Néstor Calderón | 62' |
| 14    | DEL   | Ángel Zaldívar  | 38' |
| 9     | DEL   | Alan Pulido     |     |
| D. T. | D. T. | Matías Almeyda  |     |

| 13    | POR   | Sebastián Sosa          |     |
| 30    | DEF   | Ignacio González        |     |
| 5     | DEF   | Facundo Erpen           |     |
| 3     | DEF   | Gerardo Rodríguez       |     |
| 28    | DEF   | Carlos Morales          |     |
| 25    | MED   | Mario Osuna             |     |
| 6     | MED   | David Cabrera           |     |
| 8     | MED   | Juan Pablo Rodríguez    | 72' |
| 14    | MED   | Cristian Penilla        | 79' |
| 31    | DEL   | Gastón Lezcano          |     |
| 27    | DEL   | Miguel Sansores         | 64' |
| D. T. | D. T. | Roberto Hernández Ayala |     |

| 20 | Centrocampista | Rodolfo Pizarro | 38' |
| 10 | Delantero      | Javier López    | 62' |

| 12 | Centrocampista | Rodolfo Vilchis  | 64' |
| 11 | Centrocampista | Jorge Zárate     | 72' |
| 18 | Delantero      | Luis Gabriel Rey | 79' |

| 16' | Cristian Penilla |

| Principal  | Fernando Hernández Gómez |
| Asistentes | Miguel Ángel Chua        |
|            | Michel Alejando Morales  |
| Cuarto     | Diego Montaño            |
| Quinto     | Julio David Escobar      |

|                    |     |     |
| Tiros              | 9   | 3   |
| Tiros a puerta     | 4   | 1   |
| Faltas             | 4   | 5   |
| Saques de esquina  | 5   | 3   |
| Penaltis           | 0   | 0   |
| Fueras de juego    | 0   | 0   |
| Posesión del balón | 56% | 44% |

| Alineación inicial |

| 34    | POR   | Miguel Jiménez  |     |
| 16    | DEF   | Miguel Ponce    |     |
| 5     | DEF   | Hedgardo Marín  |     |
| 3     | DEF   | Carlos Salcido  |     |
| 17    | DEF   | Jesús Sánchez   |     |
| 7     | MED   | Orbelín Pineda  |     |
| 25    | MED   | Michael Pérez   |     |
| 21    | MED   | Carlos Fierro   |     |
| 18    | MED   | Néstor Calderón | 62' |
| 14    | DEL   | Ángel Zaldívar  | 38' |
| 9     | DEL   | Alan Pulido     |     |
| D. T. | D. T. | Matías Almeyda  |     |

| 13    | POR   | Sebastián Sosa          |     |
| 30    | DEF   | Ignacio González        |     |
| 5     | DEF   | Facundo Erpen           |     |
| 3     | DEF   | Gerardo Rodríguez       |     |
| 28    | DEF   | Carlos Morales          |     |
| 25    | MED   | Mario Osuna             |     |
| 6     | MED   | David Cabrera           |     |
| 8     | MED   | Juan Pablo Rodríguez    | 72' |
| 14    | MED   | Cristian Penilla        | 79' |
| 31    | DEL   | Gastón Lezcano          |     |
| 27    | DEL   | Miguel Sansores         | 64' |
| D. T. | D. T. | Roberto Hernández Ayala |     |

| 20 | Centrocampista | Rodolfo Pizarro | 38' |
| 10 | Delantero      | Javier López    | 62' |

| 12 | Centrocampista | Rodolfo Vilchis  | 64' |
| 11 | Centrocampista | Jorge Zárate     | 72' |
| 18 | Delantero      | Luis Gabriel Rey | 79' |

| 16' | Cristian Penilla |

| Principal  | Fernando Hernández Gómez |
| Asistentes | Miguel Ángel Chua        |
|            | Michel Alejando Morales  |
| Cuarto     | Diego Montaño            |
| Quinto     | Julio David Escobar      |

|                    |     |     |
| Tiros              | 9   | 3   |
| Tiros a puerta     | 4   | 1   |
| Faltas             | 4   | 5   |
| Saques de esquina  | 5   | 3   |
| Penaltis           | 0   | 0   |
| Fueras de juego    | 0   | 0   |
| Posesión del balón | 56% | 44% |

| Alineación inicial |

| 34    | POR   | Miguel Jiménez  |     |
| 16    | DEF   | Miguel Ponce    |     |
| 5     | DEF   | Hedgardo Marín  |     |
| 3     | DEF   | Carlos Salcido  |     |
| 17    | DEF   | Jesús Sánchez   |     |
| 7     | MED   | Orbelín Pineda  |     |
| 25    | MED   | Michael Pérez   |     |
| 21    | MED   | Carlos Fierro   |     |
| 18    | MED   | Néstor Calderón | 62' |
| 14    | DEL   | Ángel Zaldívar  | 38' |
| 9     | DEL   | Alan Pulido     |     |
| D. T. | D. T. | Matías Almeyda  |     |

| 13    | POR   | Sebastián Sosa          |     |
| 30    | DEF   | Ignacio González        |     |
| 5     | DEF   | Facundo Erpen           |     |
| 3     | DEF   | Gerardo Rodríguez       |     |
| 28    | DEF   | Carlos Morales          |     |
| 25    | MED   | Mario Osuna             |     |
| 6     | MED   | David Cabrera           |     |
| 8     | MED   | Juan Pablo Rodríguez    | 72' |
| 14    | MED   | Cristian Penilla        | 79' |
| 31    | DEL   | Gastón Lezcano          |     |
| 27    | DEL   | Miguel Sansores         | 64' |
| D. T. | D. T. | Roberto Hernández Ayala |     |

| 20 | Centrocampista | Rodolfo Pizarro | 38' |
| 10 | Delantero      | Javier López    | 62' |

| 12 | Centrocampista | Rodolfo Vilchis  | 64' |
| 11 | Centrocampista | Jorge Zárate     | 72' |
| 18 | Delantero      | Luis Gabriel Rey | 79' |

| 16' | Cristian Penilla |

| Principal  | Fernando Hernández Gómez |
| Asistentes | Miguel Ángel Chua        |
|            | Michel Alejando Morales  |
| Cuarto     | Diego Montaño            |
| Quinto     | Julio David Escobar      |

|                    |     |     |
| Tiros              | 9   | 3   |
| Tiros a puerta     | 4   | 1   |
| Faltas             | 4   | 5   |
| Saques de esquina  | 5   | 3   |
| Penaltis           | 0   | 0   |
| Fueras de juego    | 0   | 0   |
| Posesión del balón | 56% | 44% |

| Alineación inicial |

| 34    | POR   | Miguel Jiménez  |     |
| 16    | DEF   | Miguel Ponce    |     |
| 5     | DEF   | Hedgardo Marín  |     |
| 3     | DEF   | Carlos Salcido  |     |
| 17    | DEF   | Jesús Sánchez   |     |
| 7     | MED   | Orbelín Pineda  |     |
| 25    | MED   | Michael Pérez   |     |
| 21    | MED   | Carlos Fierro   |     |
| 18    | MED   | Néstor Calderón | 62' |
| 14    | DEL   | Ángel Zaldívar  | 38' |
| 9     | DEL   | Alan Pulido     |     |
| D. T. | D. T. | Matías Almeyda  |     |

| 13    | POR   | Sebastián Sosa          |     |
| 30    | DEF   | Ignacio González        |     |
| 5     | DEF   | Facundo Erpen           |     |
| 3     | DEF   | Gerardo Rodríguez       |     |
| 28    | DEF   | Carlos Morales          |     |
| 25    | MED   | Mario Osuna             |     |
| 6     | MED   | David Cabrera           |     |
| 8     | MED   | Juan Pablo Rodríguez    | 72' |
| 14    | MED   | Cristian Penilla        | 79' |
| 31    | DEL   | Gastón Lezcano          |     |
| 27    | DEL   | Miguel Sansores         | 64' |
| D. T. | D. T. | Roberto Hernández Ayala |     |

| 20 | Centrocampista | Rodolfo Pizarro | 38' |
| 10 | Delantero      | Javier López    | 62' |

| 12 | Centrocampista | Rodolfo Vilchis  | 64' |
| 11 | Centrocampista | Jorge Zárate     | 72' |
| 18 | Delantero      | Luis Gabriel Rey | 79' |

| 16' | Cristian Penilla |

| Principal  | Fernando Hernández Gómez |
| Asistentes | Miguel Ángel Chua        |
|            | Michel Alejando Morales  |
| Cuarto     | Diego Montaño            |
| Quinto     | Julio David Escobar      |

|                    |     |     |
| Tiros              | 9   | 3   |
| Tiros a puerta     | 4   | 1   |
| Faltas             | 4   | 5   |
| Saques de esquina  | 5   | 3   |
| Penaltis           | 0   | 0   |
| Fueras de juego    | 0   | 0   |
| Posesión del balón | 56% | 44% |

| Alineación inicial |

| Campeón Clausura 2017 |
| --------------------- |
|                       |
| Guadalajara           |
| 4° Título             |

## Estadísticas

### Clasificación juego limpio
- Datos según la página oficial.

| Lugar                                | Club                                 |          |          |          | Puntos   |
| ------------------------------------ | ------------------------------------ | -------- | -------- | -------- | -------- |
| 1                                    | Chiapas                              | 2        | 0        | 0        | 2        |
| 2                                    | Monterrey                            | 3        | 0        | 0        | 3        |
| 3                                    | Zacatepec                            | 4        | 0        | 0        | 4        |
| 4                                    | Puebla                               | 5        | 0        | 0        | 5        |
| 4                                    | Dorados                              | 5        | 0        | 1        | 5        |
| 4                                    | Tepic                                | 5        | 0        | 0        | 5        |
| 7                                    | Guadalajara                          | 3        | 0        | 1        | 6        |
| 7                                    | Santos Laguna                        | 6        | 0        | 0        | 6        |
| 7                                    | Necaxa                               | 6        | 0        | 0        | 6        |
| 7                                    | Querétaro                            | 6        | 0        | 0        | 6        |
| 7                                    | Cimarrones                           | 3        | 0        | 1        | 6        |
| 12                                   | Atlas                                | 7        | 0        | 0        | 7        |
| 13                                   | América                              | 8        | 0        | 0        | 8        |
| 13                                   | Toluca                               | 8        | 0        | 0        | 8        |
| 15                                   | Correcaminos UAT                     | 9        | 0        | 0        | 9        |
| 15                                   | Oaxaca                               | 6        | 0        | 1        | 9        |
| 15                                   | Juárez                               | 6        | 0        | 1        | 9        |
| 18                                   | Potros UAEM                          | 10       | 0        | 0        | 10       |
| 18                                   | Zacatecas                            | 10       | 0        | 0        | 10       |
| 20                                   | Tijuana                              | 5        | 0        | 2        | 11       |
| 20                                   | Cruz Azul                            | 8        | 0        | 1        | 11       |
| 22                                   | León                                 | 9        | 0        | 1        | 12       |
| 22                                   | Morelia                              | 9        | 0        | 1        | 12       |
| 24                                   | Atlante                              | 10       | 0        | 1        | 13       |
| 24                                   | Veracruz                             | 13       | 0        | 0        | 13       |
| 26                                   | Venados                              | 13       | 0        | 1        | 16       |
| 27                                   | Celaya                               | 16       | 0        | 1        | 19       |
| Primera Tarjeta Amarilla             | Primera Tarjeta Amarilla             | 1 punto  | 1 punto  | 1 punto  | 1 punto  |
| Segunda Tarjeta Amarilla y Expulsión | Segunda Tarjeta Amarilla y Expulsión | 3 puntos | 3 puntos | 3 puntos | 3 puntos |
| Tarjeta Roja Directa                 | Tarjeta Roja Directa                 | 3 puntos | 3 puntos | 3 puntos | 3 puntos |

### Máximos goleadores
Lista con los máximos goleadores del torneo, * Datos según la página oficial.
|     | Posición | Jugador            | Equipo    | Goles | Penal | Minutos |
| --- | -------- | ------------------ | --------- | ----- | ----- | ------- |
| 1.º | DEL      | Rogelio Funes Mori | Monterrey | 3     | 0     | 100     |
| 2.º | DEL      | Martin Cauteruccio | Cruz Azul | 3     | 0     | 98      |
| 3.º | DEL      | Silvio Romero      | América   | 3     | 0     | 270     |
| 4.º | MED      | Diego Riolfo       | Necaxa    | 3     | 0     | 348     |

## Asistencia
Lista con la asistencia del Copa Corona MX, * Datos según la página oficial de la competición.
 Fecha de actualización: 2 de marzo de 2017
| 1 | 90.520  | 10.057 | 37.50 % | Querétaro vs Cruz Azul (23 769) | Atlante vs Venados (1 687)             | Asistencia J1 |
| 2 | 79.739  | 8.859  | 29.90 % | Zacatepec vs León (14 415)      | Chiapas vs Necaxa (4 523)              | Asistencia J2 |
| 3 | 112.888 | 12.543 | 42.91 % | Monterrey vs Dorados (30 600)   | Necaxa vs UAEM (6 274)                 | Asistencia J3 |
| 4 | 78.921  | 8.769  | 26.15 % | Oaxaca vs Cruz Azul (14 598)    | Cimarrones vs Correcaminos UAT (3 600) | Asistencia J4 |
| 5 | 71.369  | 7.929  | 35.26 % | Atlante vs Guadalajara (16 263) | Celaya vs Veracruz (2 989)             | Asistencia J5 |
| 6 | 115.106 | 12.789 | 44.26 % | Monterrey vs Juárez (35 249)    | Chiapas vs Potros UAEM (2 662)         | Asistencia J6 |
| F | 548.543 | 10.158 | 35.96 % | Monterrey vs Juárez (35 249)    | Atlante vs Venados (1 687)             |               |